# 卞相壹
卞相壹（ピョン・サンイル、변상일、1997年1月14日 - ）は、韓国の囲碁棋士。慶尚南道晋州出身、韓国棋院所属、白洪淅九段・温昭珍七段門下、九段。クラウン・ヘテ杯優勝、国手山脈杯世界プロ最強戦優勝、春蘭杯優勝など。

## 経歴
ゴールデンベル囲碁道場で学ぶ。2008年大韓生命杯準優勝。2012年入段大会で初段となる。同年百霊杯戦統合予選を勝抜いて本戦64強戦出場、韓国囲碁リーグ楽スターリーグ、本戦リーグ出場、OllehKT杯ベスト16進出、二段昇段。
2013年トンアパムテク杯新人王戦優勝、中国囲棋甲級リーグ戦出場、アジアインドア・マーシャルアーツゲームズ男子個人戦銀メダル、男子団体戦金メダル、名人戦ベスト16、英才戦ベスト4。2014年新人王戦2連覇、LG杯ベスト16、天元戦ベスト8。2015年、LG杯20周年記念挑戦者杯戦で優勝、名人戦ベスト8、三星火災杯ベスト8、四段。2016年五段、2017年グロービス杯準優勝、六段。2018年JTBC杯優勝により九段昇段。
2020年、LG杯世界棋王戦ベスト4。2021年から再開した名人戦で準優勝、国手山脈杯世界プロ最強戦決勝で申眞諝を破って優勝。2022年クラウン・ヘテ杯優勝。
2018年韓国囲碁リーグで、リーグ10勝4敗、ポストシーズンでも2勝0敗の成績でポスコケムテクチームの優勝に貢献し、MVP獲得。韓国棋士ランキングでは2013年21位、2016年12位、2018年4位、2022年2位。

### タイトル歴
- 国手山脈杯国際囲棋戦 世界プロ最強戦 2021年
- メジオン杯オープン新人王戦 2013-14年
- LG杯世界棋王戦#20周年記念新鋭挑戦者杯 2015年
- JTBCチャレンジマッチ 2017年（第2回）、2018年（第5回）
- クラウン・ヘテ杯 2022年
- 春蘭杯世界囲碁選手権戦 2022-23年

### 他の棋歴
国際棋戦
- 国手山脈杯国際囲棋戦 世界プロ最強戦 準優勝 2022年、ベスト4 2019年
- LG杯世界棋王戦 ベスト4 2020年、ベスト8 2021年、ベスト16 2014年
- 三星火災杯世界囲碁マスターズ ベスト4 2022年、ベスト8 2015年、ベスト16 2016年
- 百霊愛透杯世界囲碁オープン戦 ベスト8 2018年
- 春蘭杯世界囲碁選手権戦 ベスト8 2021年
- グロービス杯世界囲碁U-20 準優勝2017年、3位 2016年
- 利民杯世界囲碁星鋭最強戦 ベスト4 2017年
- 招商地産杯中韓囲棋団体対抗戦
  - 2014年 1-1（○古力、×陳耀燁）
- 農心辛ラーメン杯世界囲碁最強戦
  - 2014年 0-1（×一力遼）
  - 2021年 0-1（×井山裕太）

国内棋戦等
- 国手山脈杯国際囲棋戦 韓国個人戦 2018年準優勝
- GSカルテックス杯プロ棋戦 2021、22年準優勝
- 名人戦 2021年準優勝
- 牛膝鳳爪韓国棋院選手権戦 2021年10位
- 韓国囲碁リーグ
  - 2012年（新安天日塩）6-2
  - 2013年（SKエネルギー）5-7
  - 2014年（華城市コリー）3-10
  - 2015年（ポスコケムテク）8-7
  - 2016年（ポスコケムテク）9-5
  - 2017年（ポスコケムテク）10-4
  - 2018年（ポスコケムテク）10-4、ポストシーズン 2-0
  - 2019年（ポスコケムテク）12-3
  - 2020-21年（ポスコケムテク）11-3
  - 2021-22年（ポスコケミカル）12-4
  - 2023-23年（正官庄天鹿）15-7
- 中国囲棋甲級リーグ戦
  - 2013年（山東景芝酒業）4-6
  - 2014年乙級（宏達控股集団有限公司）5-2
  - 2015年乙級（成都棋城）4-3
  - 2016年乙級（遼寧新城）7-1
  - 2017年乙級（浙江昆侖囲棋倶楽部）4-4
  - 2018年（江西四特酒）7-5
  - 2019年（江西四特酒）7-2
  - 2020年（江西金達莱環保）8-2
  - 2021年（民生信用卡北京）10-2
  - 2022年（竜元明城杭州）9-2
- 中韓囲碁リーグ優勝対抗戦 2018年 1-1（○於之瑩、×羋昱廷）